# Єдешко Дмитро Вікторович
Дмитро Вікторович Єдешко (народився 25 квітня 1985 у м. Гродно, СРСР) — білоруський хокеїст, захисник. 
Виступав за «Юність» (Мінськ), ХК «Гомель», ХК «Брест», «Німан» (Гродно), ХК «Ліда». 
У складі національної збірної Білорусі провів 2 матчі. У складі молодіжної збірної Білорусі учасник чемпіонату світу 2005.
Срібний призер чемпіонату Білорусі (2011).